# Phyllomimus purpuratus
Phyllomimus purpuratus är en insektsart som beskrevs av Heinrich Hugo Karny 1924. Phyllomimus purpuratus ingår i släktet Phyllomimus och familjen vårtbitare. Inga underarter finns listade i Catalogue of Life.